# Friedrich Müller (Politiker, 1915)
Friedrich Müller (* 5. April 1915 in Bamberg; † 20. November 1974 ebenda) war ein deutscher Politiker der Bayernpartei und vom 20. Dezember 1961 bis zum 6. Dezember 1962 Abgeordneter des Bayerischen Landtags.
Müller, hauptberuflicher Müllermeister, rückte für den verstorbenen Georg Bantele in den Landtag nach und gehörte diesem rund ein Jahr lang, bis zum Ende der Wahlperiode an. Er vertrat den Wahlkreis Oberfranken und war Mitglied des Ausschusses zur Information über Bundesangelegenheiten.